# Жекітіньонья (мезорегіон)
Жекітіньонья (порт. Mesorregião do Jequitinhonha) — адміністративно-статистичний мезорегіон в Бразилії, входить в штат Мінас-Жерайс. Населення становить 694 120 чоловік на 2006 рік. Займає площу 50 143,249 км². Густота населення — 13,8 чол./км².

## Склад мезорегіону
В мезорегіон входять наступні мікрорегіони:
1. Алменара
2. Арасуаї
3. Діамантіна
4. Капелінья
5. Педра-Азул